# W9 (核砲彈)

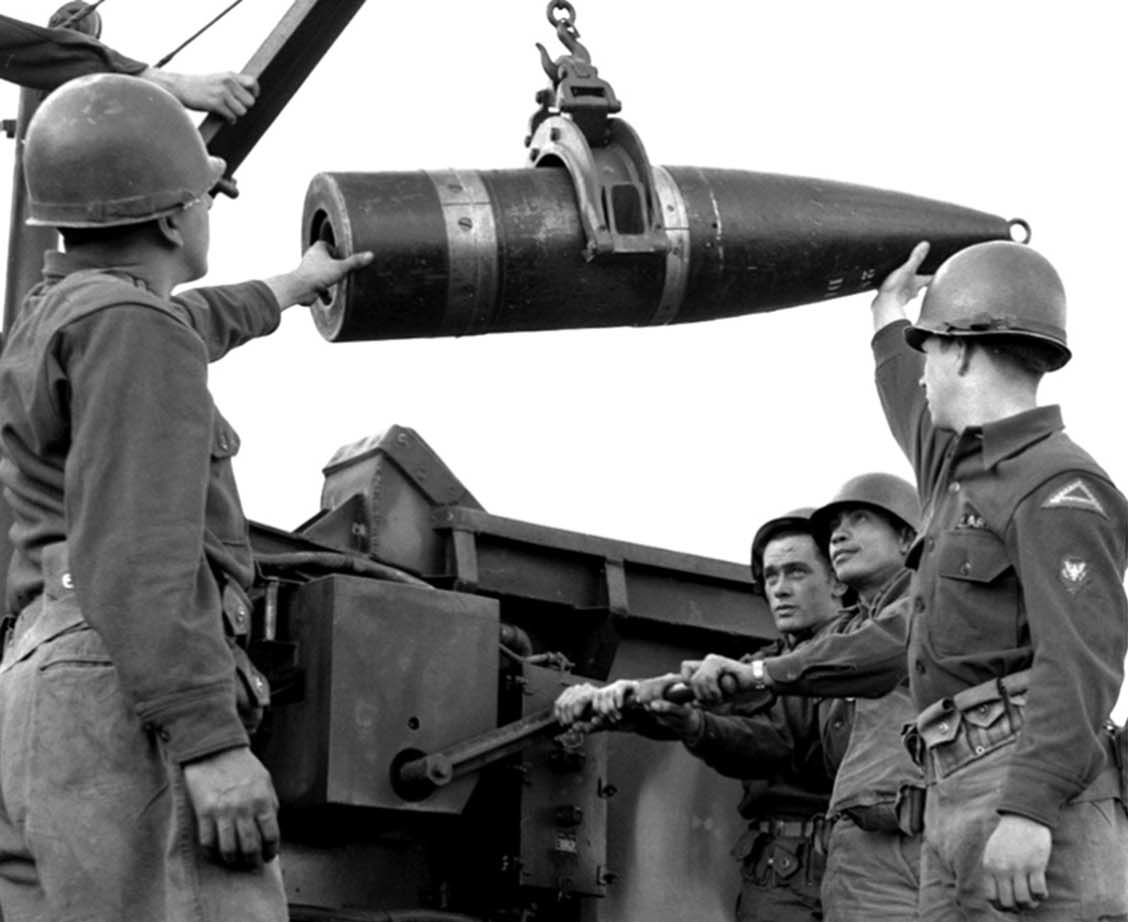
W9 280mm火砲發射的原子彈

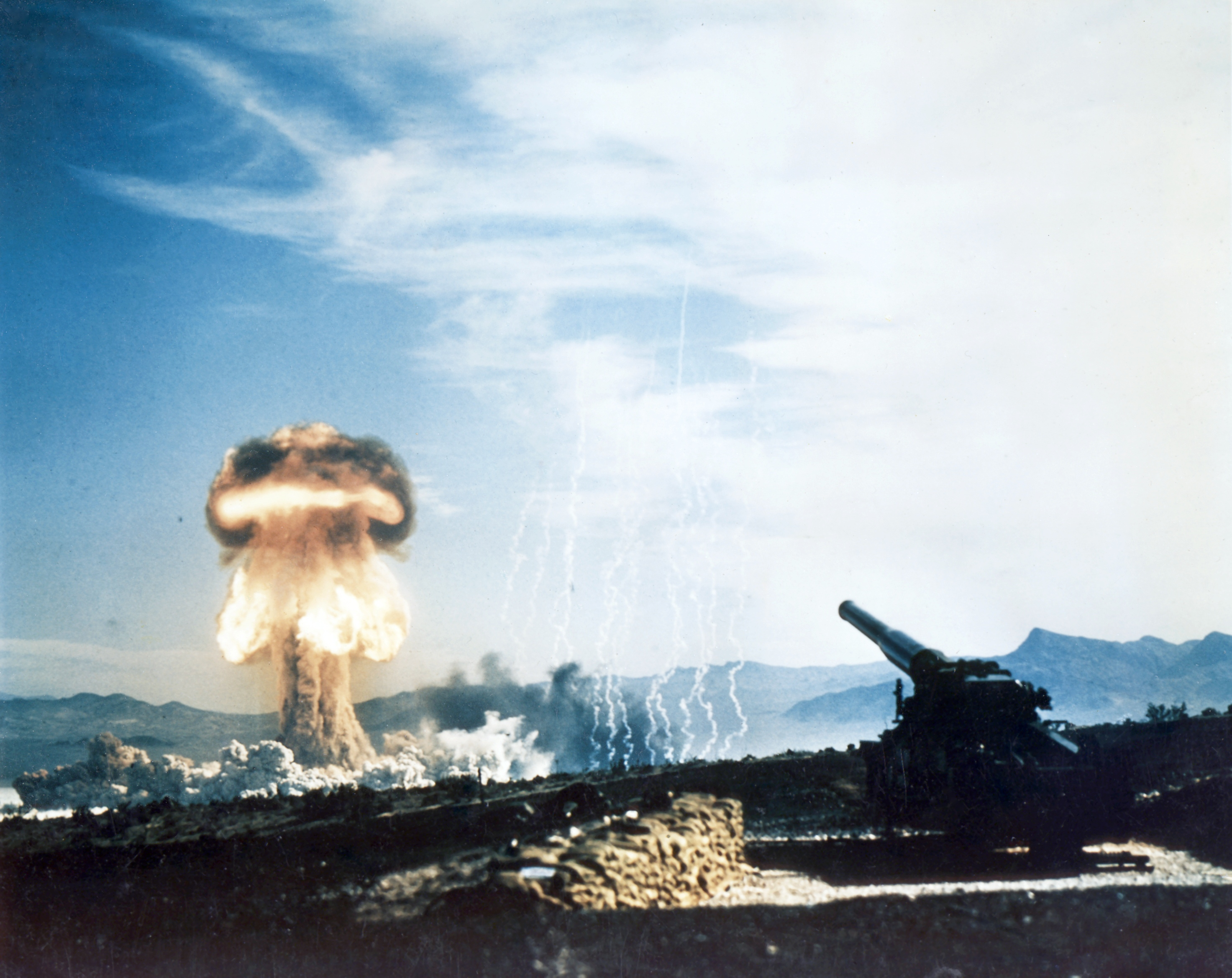
W9核砲彈在結果-節孔行動期間進行試驗，1953年5月25日，在內華達試驗場進行，爆炸當量為15千噸，約等於在第二次世界大戰期間在廣島投下的小男孩。

W9是美國核火砲的其中一種砲彈，它由280mm特製榴彈炮發射。在1952年開始生產，在1957年全數退役，由W19所替代。

## 資料
W9直徑為11英吋(280 mm)，54.8英吋(1,390 mm)長，重850磅(390 kg)。爆炸當量為15千噸(63 TJ)。
W9是槍式核分裂武器，使用約50kg(110磅)的高濃縮鈾，裝在一個環形中組件和一個「子彈」中，通過常規炸彈爆炸將「子彈」射向環形組件中以達到臨界質量和引爆武器。
W9的模組在1957年退役，並被裝在爆炸當量較低的T4-核子爆破武器。T4-核子爆破武器是第一批（半）便攜式核武器。

## 試驗
W9是第二個已知被引爆的槍式核武器，第一個是第二次世界大戰中使用的小男孩。
W9曾被發射一次作試驗，由被稱為"原子安妮"的M65原子炮發射，是結果-節孔行動的一部分，代號為Grable，於1953年5月25日，在內華達試驗場進行，預期爆炸當量為15千噸。
隨後，W33也在其研發過程中進行了兩次核試驗(但不是從火砲發射)。這四次爆炸的武器都是槍式核分裂武器。

## 外部連結
- Allbombs.html list of all US nuclear weapons models at nuclearweaponarchive.org